# پتاسیم آرگنتوسیانید
پتاسیم آرگنتوسیانید (به انگلیسی: Potassium argentocyanide) با فرمول شیمیایی KAg(CN)۲ یک ترکیب شیمیایی است. که جرم مولی آن ۱۹۹٫۰۰۱ g/mol می‌باشد. 